# Ambioriks
Ambioriks je bil v letih 54–53 pr. n. št. skupaj s Kativolkom, knezom Eburonov, vodja plemen v Belgijski Galiji na ozemlju sedanje Belgije. V 19. stoletju je zaradi odpora proti Juliju Cezarju, opisanjega v Cezarjevih Komentarjih galskih vojn, postal belgijski narodni junak.

## Ime
Splošno sprejeto je mnenje, da je Ambioriks galsko osebno ime, sestavljeno iz predpone ambio-, na katero je pripet rix (kralj). Pomen prvega dela imena je predmet razprav. Nekateri strokovnjaki njegovo ime prevajajo kot 'kralj okolice' ali 'kralj ograjenega prostora'. Po drugi razlagi ime pomeni  'kralj-zaščitnik', pri čemer je ambio- izpeljan iz proto-indoevropske zloženke *h₂mbhí-péh₂ ('zaščitnik'), podobno kot staroindijsko adhi-pá- 'zaščitnik, vladar, gospodar, kralj').

## Življenje

### Zgodnja zgodovina
Leta 57 pr. n. št. je Julij Cezar osvojil dele Galije in Belgike (sedanja Belgija, severna Francija, Luksemburg, del Nizozemske južno od Rena in severozahodni del severnega Porenja-Vestfalije, Nemčija. Na osvojenem ozemlju je bilo veliko plemen,  ki so se med seboj pogosto bojevala. Eburonom sta vladala Ambioriks in Kativolk. Leta 54 pr. n. št. so Cezarjeve čete nujno potrebovale več hrane, zato so bila lokalna plemena prisiljena odpovedati se delu svoje letine, ki tistega leta ni bila dobra. Razumljivo je, da sestradani Eburoni tega niso želeli storiti. Cezar je zato ukazal postaviti tabore  v bližini eburonskih vasi in poveljujočim častnikom prepustil skrb za nabavo hrane, kar je med Eburoni povzročilo še večjo zamero. 
Julij Cezar je Eburone osvobodil plačevanja davka Atuatukom, a se je Ambioriks pozimi leta 54 pr. n. št. kljub temu pridružil Kativolku  v uporu proti rimskim silam pod vodstvom Kvinta Titurija Sabina in Lucija Avrunkuleja Kote. 

### Upor proti Rimljanom
Ker je suša onemogočila oskrbo rimske vojske z žitom, je bil Cezar prisiljen prezimiti svoje legije med upornimi belgijskimi plemeni. Rimske čete pod vodstvom Sabina in Kote so prezimovale med Eburoni. Ambioriks je Rimljanom natvezil, da se jim približuje velika germanska vojska in jim svetoval, naj pobegnejo. Rimske čete so se naslednje jutro umaknile, potem pa so jih iz zasede napadli Eburoni in jih pobili. 
Rimska vojska pod vodstvom Kvinta Tulija Cicera, mlajšega brata govornika Marka Tulija Cicera, je prezimovala med Nervijci. Ambioriks je na čelu koalicije uporniških belgijskih plemen obkolil Cicerov tabor. Rimljanom je po dolgem času uspelo prebiti se skozi belgijski obroč in o uporu obvestiti Julija Cezarja. Cezar je takoj poslal svoje legije na pomoč Ciceru. V bližini rimskega tabora so jih napadli uporniki, ki so se morali zaradi velike rimske premoči umakniti. Večina mož v rimskem taboru je bilo ranjena. 
Labienov tabor je medtem vsak dan nadlegovati Indutiomar, vodja Treverov. Sčasoma je izzval Labiena, da je poslal iz tabora svojo konjenico s posebnim ukazom, naj ubije Indutiomara. To ji je tudi uspelo in Treveri so se umaknili. Cezar je zaradi galskih groženj preostanek zime preživel v Galiji. 

### Cezarjevo maščevanje
Ko je rimski senat izvedel za te dogodke, je Cezar prisegel, da bo uničil vsa belgijska plemena. Ambioriks je pobil petnajst kohort rimske vojske, napad na Cicera pa mu je spodletel zaradi pravočasne Cezarjeve intervencije. Rimski pohodi proti Belgom so trajali nekaj let, dokler niso bila plemena poklana ali pregnana, njihova polja pa požgana. Eburoni so po teh genocidnih dogodkih izginili iz zgodovine. Po pisatelju Floru je Ambioriksu in njegovim možem uspelo pobegniti čez Ren, potem pa je izginil iz zgodovine.

## Zapuščina
Cezar je o Ambioriksu in njegovih bitkah pisal v svojih Komentarjih galskih vojn. V njih je zapisal, da so bili "od teh [treh regij]  Belgi najmočnejši." ("... Horum omnium fortissimi sunt Belgae ..."). 
Ambioriks je do 19. stoletja ostal razmeroma nejasna figura. Neodvisnost Belgije leta 1830 je spodbudila iskanje narodnih junakov. V Cezarjevih Komentarjih so ponovno odkrili Ambioriksa in njegova junaštva. Leta 1841 je belgijski pesnik Joannes Nolet de Brauwere Van Steeland napisal lirični ep o Ambioriksu. Poleg tega so 5. septembra 1866 na glavnem trgu v Tongerenu, ki ga je Cezar imenoval Atuatuca Tungrorum, postavili Ambioriksov kip. 
Danes je Ambioriks eden najbolj znanih likov v belgijski zgodovini. Po njem so se poimenovala mnoga podjetja, bari in friterije. Pojavlja se v številnih stripih, kot sta Suske en Wiske in Jommeke, v katerih igra gostujočo vlogo. Obstajal je tudi kratkotrajni strip z naslovom Ambionix, v katerem je znanstvenik teleportiral belgijskega poglavarja, ohlapno zasnovanega na Ambioriksu, v sodobno Belgijo. 
V francoskem stripu Asterix se v zgodbi Asterix v Belgiji Asterix, Obelix, Dogmatix in Vitalstatistix odpravijo v Belgijo, ker so jezni na Cezarja zaradi njegove izjave, da so Belgi najpogumnejši od vseh Galcev.